# Youngsville (Karolina Północna)
Youngsville – miasto w Stanach Zjednoczonych, w stanie Karolina Północna, w hrabstwie Franklin.